# Geografia de Geòrgia

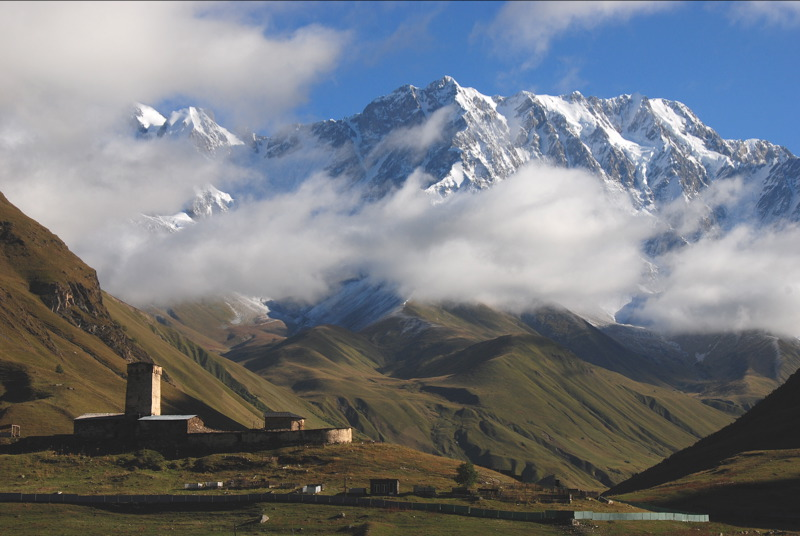
Pic de Xkhara, a prop d'Uixguli

Geòrgia és un estat de l'Europa de l'Est, situat a les costes orientals de la mar Negra, al sud del Caucas. Limita al nord i l'oest amb Rússia, amb Turquia, l'Azerbaidjan, i Armènia al sud, i per la Mar Negra a l'est.

## Geografia física
Geòrgia gaudeix d'una situació estratègica a l'est de la mar Negra. El país controla gran part de les muntanyes del Caucas i les rutes que les travessen.

### Relleu

Topografia de Geòrgia

Malgrat les seves petites dimensions, Geòrgia compta amb una de les topografies més diverses de les antigues Repúbliques soviètiques. Geòrgia està situada principalment al Caucas, la seva frontera nord està traçada bàsicament per la serralada homònima. Les muntanyes del Caucas, paral·lela a les fronteres turca i armènia, que uneix el Gran Caucas i el Caucas Menor, ha creat barreres naturals que han acabat establint les diferències culturals i lingüístiques entre els diferents països de la regió.
A causa de la seva alçada i a les subdesenvolupades infraestructures de transport, molts pobles de muntanya es troben pràcticament aïllats del món exterior durant l'hivern. Els terratrèmols i les esllavissades a les zones muntanyoses són una amenaça força significativa per a la vida i les propietats. Entre els desastres més recents es poden citar les esllavissades de terra a Adjària el 1989, que van desplaçar a milers de persones al sud-oest de Geòrgia, i els dos terratrèmols de 1991, que van destruir diverses localitats del centre i nord de Geòrgia i d'Ossètia del Sud.
A la província secessionista d'Abkhàzia, a l'oest de Geòrgia, es troba l'avenc de Vorònia, que constitueix actualment la cavitat natural més profunda del món, amb una cota inferior als -2000 metres. Els espeleòlegs de tot el món, bàsicament russos i ucraïnesos, segueixen explorant aquesta cova.

### Rius, llacs i costes
Geòrgia compta amb gairebé 25.000 rius, molts dels quals tenen petites centrals hidroelèctriques. Bàsicament, hom distingeix dues conques hidrogràfiques; a l'oest, en direcció a la mar Negra, i a l'est, a través de l'Azerbaidjan, en direcció a la mar Càspia.
El riu més gran del país és el Mtkvari (conegut anteriorment com a Kura, nom encara emprat avui dia a l'Azerbaidjan), que recorre 1.364 km al nord-est de Turquia i travessa les planures de la part oriental de Geòrgia. A continuació, passa per Tiflis, la capital del país, i després desemboca a la Mar Càspia. El riu Rioni és el riu més gran a l'oest de Geòrgia i flueix a través del Gran Caucas per desembocar a la Mar Negra, al port de Poti. Els enginyers soviètics van desviar alguns rius a les zones agrícoles de la costa subtropical i van crear una extensa xarxa de canals per al regatge.

### Clima
El clima de Geòrgia es veu afectat per masses d'aire subtropicals a l'oest i procedents de la Mediterrània a l'est. La serralada del Gran Caucas modera les variacions del clima, actuant com una barrera contra l'aire fred del nord. L'aire càlid i humit de la Mar Negra es mou amb facilitat per les planures costaneres de l'oest.
Els factors que més influeixen són la distància a la Mar Negra i l'alçada. Al llarg de la costa d'aquest mar, des d'Abkhàzia fins a la frontera de Turquia, i a la regió coneguda com la Còlquida (zones baixes interiors de la costa), les característiques dominants del clima subtropical són una humitat molt elevada i fortes precipitacions (entre 1.000 i 2.000 mm anuals; el port de Batumi, a la Mar Negra, rep 2.500 mm a l'any). Algunes espècies de palmera poden arribar a créixer en aquestes regions, on la mitjana de la temperatura és de 5 °C a l'hivern i 22 °C a l'estiu.
Les planures de l'est de Geòrgia queden protegides de la influència de la mar Negra, de forma que tenen un clima més continental. La temperatura a l'estiu és, de mitjana, de 20 a 24 °C; les temperatures hivernals, de 2 a 4 °C. La humitat és menor que a la costa, i la precipitació mitjana, de 500 a 800 mm anuals. El clima és alpí a les terres altes de l'est i de l'oest. També hi ha una petita regió semiàrida a l'altiplà de Iori, al sud-est del país.
A les zones més altes, les precipitacions són, alguns anys, fins i tot dues vegades més elevades que a les planures orientals. El clima alpí és dominant entre els 2.100 i els 3.600 metres, i la neu i el gel hi són presents durant tot l'any.
| Temperatures i precipitacions mitjanes de Tbilissi, Geòrgia | Temperatures i precipitacions mitjanes de Tbilissi, Geòrgia | Temperatures i precipitacions mitjanes de Tbilissi, Geòrgia | Temperatures i precipitacions mitjanes de Tbilissi, Geòrgia | Temperatures i precipitacions mitjanes de Tbilissi, Geòrgia | Temperatures i precipitacions mitjanes de Tbilissi, Geòrgia | Temperatures i precipitacions mitjanes de Tbilissi, Geòrgia | Temperatures i precipitacions mitjanes de Tbilissi, Geòrgia | Temperatures i precipitacions mitjanes de Tbilissi, Geòrgia | Temperatures i precipitacions mitjanes de Tbilissi, Geòrgia | Temperatures i precipitacions mitjanes de Tbilissi, Geòrgia | Temperatures i precipitacions mitjanes de Tbilissi, Geòrgia | Temperatures i precipitacions mitjanes de Tbilissi, Geòrgia | Temperatures i precipitacions mitjanes de Tbilissi, Geòrgia |
| Mes                                                         | Gen                                                         | Feb                                                         | Mar                                                         | Abr                                                         | Mai                                                         | Jun                                                         | Jul                                                         | Ago                                                         | Set                                                         | Oct                                                         | Nov                                                         | Des                                                         | Any                                                         |
| ----------------------------------------------------------- | ----------------------------------------------------------- | ----------------------------------------------------------- | ----------------------------------------------------------- | ----------------------------------------------------------- | ----------------------------------------------------------- | ----------------------------------------------------------- | ----------------------------------------------------------- | ----------------------------------------------------------- | ----------------------------------------------------------- | ----------------------------------------------------------- | ----------------------------------------------------------- | ----------------------------------------------------------- | ----------------------------------------------------------- |
| Mitjana més altes °C (°F)                                   | 7 (45)                                                      | 9 (48)                                                      | 13 (55)                                                     | 17 (63)                                                     | 24 (75)                                                     | 28 (82)                                                     | 31 (88)                                                     | 30 (86)                                                     | 26 (79)                                                     | 20 (68)                                                     | 14 (57)                                                     | 9 (48)                                                      | 19 (66)                                                     |
| Mitjana més baixes °C (°F)                                  | -1 (30)                                                     | 0 (32)                                                      | 3 (37)                                                      | 8 (46)                                                      | 12 (54)                                                     | 16 (61)                                                     | 19 (66)                                                     | 19 (66)                                                     | 15 (59)                                                     | 10 (50)                                                     | 5 (41)                                                      | 1 (34)                                                      | 8,9 (48)                                                    |
| Precipitació mm (inches)                                    | 17 (0.67)                                                   | 15 (0.59)                                                   | 27 (1.06)                                                   | 61 (2.4)                                                    | 75 (2.95)                                                   | 54 (2.13)                                                   | 46 (1.81)                                                   | 46 (1.81)                                                   | 45 (1.77)                                                   | 30 (1.18)                                                   | 27 (1.06)                                                   | 19 (0.75)                                                   | 462 (18,19)                                                 |
| Font: BBC Weather 5 de juliol de 2010                       |                                                             |                                                             |                                                             |                                                             |                                                             |                                                             |                                                             |                                                             |                                                             |                                                             |                                                             |                                                             |                                                             |

### Medi ambient
A l'empara del Conveni de Ramsar, 34.480 hectàrees es troben protegides com zones humides d'importància internacional en dos indrets: Ispani Mire i les zones humides de Kolkheti centre. El país disposa també de tres parcs nacionals: Boryomi-Kharagauli (de 6.800 hectàrees), Colkheti (de 44.849 hectàrees) i Kolkheti (500 hectàrees).
El principal risc natural són els terratrèmols. Pel que fa a les preocupacions mediambientals, el país fa front a la contaminació atmosfèrica, particularment a Rustavi; contaminació per metalls pesants al riu Mtkvari i la mar Negra; subministraments inadequats d'aigua potable, i la contaminació dels sòls per productes químics tòxics.

## Geografia humana
Segons estimacions realitzades al juliol de 2009, la població de Geòrgia és de 4.615.807 habitants, dels quals el 53% viu en zones urbanes (2008). Segons el cens oficial de 2002, la població està integrada per diversos grups ètnics: georgians: 83,8%, àzeris: 6,5%, armenis: 5,7%, russos: 1,5%, i altres: 2,5%. La religió predominant és el cristianisme ortodox, que confessa el 83,9% de la població, tot i que també hi ha importants comunitats de musulmans (9,9%), armenis (3,9%), catòlics (0,8%), altres (0,8%) i cap (0,7%). L'idioma georgià, que parla el 71% de la població, és la llengua oficial, tot i que també es parlen el rus (9%), l'armeni (7%), l'àzeri (6%) i altres (7%). A Abkhàzia es considera l'abkhaz com l'idioma oficial.
La capital del país és Tbilisi, amb una població de 1.106.700 habitants. Altres poblacions amb més de 100.000 habitants són Batumi, Kutaisi i Rustavi.
Geòrgia es divideix en nou regions (mkharebi; en singular, mkhare): Gúria, Imerècia, Kakhètia, Kvemo Kartli, Mtskheta-Mtianeti, Ratxa-Letxkhumi i Kvemo Svaneti, Samegrelo - Zemo Svaneti, Samtskhé-Djavakheti i Xida Kartli. També hi ha una ciutat autònoma (k'alak'i), Tbilisi, i dues repúbliques autònomes (avtomnoy respubliki; en singular, avtom respublika): Abkhàzia o Ap'khazet'is Avtonomiuri Respublika,, amb capital a Sukhumi, i Adjària o Acharis Avtonomiuri Respublika, amb el seu centre administratiu a Batumi.

## Geografia econòmica
Els recursos naturals del país són: boscos, energia hidroelèctrica, dipòsits de manganès, minerals metal·lífers, coure, petits dipòsits de carbó i petroli; el clima costaner i els sòls permeten el cultiu de cítrics i te. Segons dades del 2005, l'11,51% del sòl és considerat com a terreny de conreu; el 3,79%, s'empra per a collites permanents i el 84,7% té altres usos. El regadiu abasta una superfície de 4.690 kilòmetres quadrats, segons el registre oficial de (2003).